# Ron Jans
Pour les articles homonymes, voir Jans (homonymie).
Ronald Jans, dit Ron Jans, né le 29 septembre 1958 à Zwolle aux Pays-Bas, est un ancien footballeur néerlandais devenu entraîneur de football.

## Biographie

### Entraîneur
Ron Jans rejoint le FC Groningen en 2002 et est toujours, à l'heure actuelle, l'entraîneur qui est resté le plus longtemps dans un même club en Eredevisie. Il contribue grandement au succès de ce club, en témoignent par exemple les deux qualifications consécutives à la Coupe UEFA en 2005 et 2006.
En novembre 2009, il annonce qu'il quitte le FC Groningen à la fin de la saison, après huit ans à la tête du club, expliquant son désir de tenter une nouvelle expérience dans un autre club.
Jans est connu pour ses commentaires très lucides au cours des conférences de presses et son attitude très positive envers celles-ci. Il était auparavant actif en tant que professeur d'allemand. Il est apparu aussi régulièrement sur la chaine de télévision néerlandaise Nederland 3 en tant qu'analyste pendant la Ligue des champions pour la saison 2009-10.
En février 2010, Jans et le SC Heerenveen trouvent un accord pour la saison suivante, il rejoindra son nouveau club à 51 ans pour succéder à Jan de Jonge. Son départ a été durement critiqué du fait que le SC Heerenveen et le FC Groningen sont de grands rivaux en Eredevisie. Jans Ron était considéré comme un indéboulonnable du FC Groningen et le supporters n'imaginaient pas qu'il puisse rejoindre « l'ennemi ». Après cette information, les supporters ont affiché des bannières citant « Vous n'avez jamais su comment faire pour remplacer quelqu'un », ce message critiquant le management de la direction vis-à-vis des joueurs et des entraineurs qui étaient parfois remplacés sans raison.
La première saison de Jans à la tête de Heerenveen est décevante, pointant à une modeste douzième place du classement final, il a été très critiqué du fait de certains choix tactiques controversés. Sa deuxième saison s'est avérée toutefois bien meilleure et, grâce à sa capacité à tirer le meilleur parti de ses attaquants (Bas Dost, Luciano Narsingh et Oussama Assaidi), il réussit même à rester dans la course au titre jusqu'en avril 2012.
À la fin de la trêve hivernale, la direction révèle que le mandat de Jans Ron ne sera pas prolongé à la fin de la saison. Il sera remplacé par le célèbre ancien joueur Marco van Basten. Il réussit tout de même à qualifier son club pour la Ligue Europa au terme de la saison.
Le 29 mai 2012, il signe un contrat d'un an pour entraîner le Standard de Liège.
Le 22 octobre 2012, après une série de cinq défaites en six matchs et un bilan de treize points pris sur les trente-trois possibles en championnat, le Standard de Liège annonce son licenciement.
Il est nommé entraîneur du FC Cincinnati le 4 août 2019. Le 14 février 2020, peu avant le début de la saison 2020 en MLS, il est accusé de propos racistes au sein de son vestiaire et il est alors temporairement suspendu. Il quitte finalement ses fonctions le 18 février suivant.

## Palmarès

### En tant qu’entraîneur
- PEC Zwolle
  - Coupe des Pays-Bas
    - Vainqueur : 2014.

  - Supercoupe des Pays-Bas
    - Vainqueur : 2014.